# Giorgio Armani
Giorgio Armani, född 11 juli 1934 i Piacenza, Emilia-Romagna, är en italiensk modeskapare. Armani hade stor betydelse för modets utveckling under senare delen av 1900-talet.
Armani var inledningsvis inställd på att bli läkare, men hoppade av studierna för att istället jobba med mode. 1957 började han jobba som inköpare för varuhuset La Rinascente i Milano. Efter några år blev han upptäckt av Nino Cerruti som i mitten av 1960-talet erbjöd honom arbete som modedesigner. 1975 startade han och Sergio Galleotti ett eget modehus i Milano, Armani, med prêt-à-porter-kläder för herrar och damer. Den första modevisningen under eget namn visades och presenterades på Hotell Palace i Milano. Visningen gick i en ny minimalistisk stil som fortsatt att vara utmärkande för Armani, tillsammans med en androgyn stil där designinslag och material som dittills varit typiska för damkläder fördes över till herrkläder och tvärtom.
Armani fick mycket uppmärksamhet när han skapade kläderna i filmen American Gigolo (1980) där Richard Gere spelade en gigolo med lyxliv och en garderob fylld med Armanikläder. Han har klätt många filmstjärnor i Hollywood, speciellt i sammanhang som Oscarsgalan. Han har också designat sportkläder, bland annat till de italienska fanbärarna i öppningsceremonin vid Olympiska vinterspelen 2006 i Turin.